# Lista över flygplatser i Litauen
Detta är en lista över flygplatser i Litauen efter typ och sorterade i bokstavsordning efter plats.
| Plats                       | ICAO                        | IATA                        | Flygplats                           | Koordinater                                    |
| Internationella flygplatser | Internationella flygplatser | Internationella flygplatser | Internationella flygplatser         | Internationella flygplatser                    |
| --------------------------- | --------------------------- | --------------------------- | ----------------------------------- | ---------------------------------------------- |
| Kaunas                      | EYKA                        | KUN                         | Kaunas internationella flygplats    | 54°57′50″N 024°05′05″Ö / 54.96389°N 24.08472°Ö |
| Palanga                     | EYPA                        | PLQ                         | Palangas internationella flygplats  | 55°58′24″N 021°05′38″Ö / 55.97333°N 21.09389°Ö |
| Šiauliai                    | EYSA                        | SQQ                         | Šiauliais internationella flygplats | 55°53′38″N 023°23′42″Ö / 55.89389°N 23.39500°Ö |
| Vilnius                     | EYVI                        | VNO                         | Vilnius internationella flygplats   | 54°38′13″N 025°17′16″Ö / 54.63694°N 25.28778°Ö |
| Övriga flygplatser          |                             |                             |                                     |                                                |
| Akmenė                      | EYNA                        |                             | Akmenės flygplats                   | 56°14′34″N 022°43′58″Ö / 56.24278°N 22.73278°Ö |
| Alytus                      | EYAL                        |                             | Alytus flygplats                    | 54°24′47″N 024°03′25″Ö / 54.41306°N 24.05694°Ö |
| Barysiai                    | EYSB                        | HLJ                         | Barysiais flygplats                 | 56°04′17″N 023°33′11″Ö / 56.07139°N 23.55306°Ö |